# Tocqueville-les-Murs
Tocqueville-les-Murs è un comune francese di 303 abitanti situato nel dipartimento della Senna Marittima, nella regione della Normandia.

## Società

### Evoluzione demografica
Abitanti censiti